# Pieczychwosty (obwód wołyński)
Pieczychwosty (ukr. Печихвости) – wieś na Ukrainie, w obwodzie wołyńskim, w rejonie łuckim. W 2001 liczyła 997 mieszkańców, spośród których 990 wskazało jako ojczysty język ukraiński, 5 rosyjski, 1 węgierski, a 1 inny.
W okresie międzywojennym wieś znajdowała się w granicach II RP, wchodząc w skład gminy Podberezie w powiecie horochowskim, w województwie wołyńskim.
Do 2020 w rejonie horochowskim. 